# Oedaleonotus tenuipennis
Oedaleonotus tenuipennis är en insektsart som först beskrevs av Scudder, S.H. 1897.  Oedaleonotus tenuipennis ingår i släktet Oedaleonotus och familjen gräshoppor. Inga underarter finns listade i Catalogue of Life.